# Xylotoles laetus
Xylotoles laetus es una especie de escarabajo longicornio del género Xylotoles, tribu Parmenini, subfamilia Lamiinae. Fue descrita científicamente por White en 1846.

## Descripción
Mide 5,5-9 milímetros de longitud.

## Distribución
Se distribuye por Nueva Zelanda.